# Mukrampur Khema
Mukrampur Khema è una suddivisione dell'India, classificata come census town, di 11.127 abitanti, situata nel distretto di Bijnor, nello stato federato dell'Uttar Pradesh.